# Tuftonboro
Tuftonboro est une ville du comté de Carroll, dans l'État du New Hampshire, aux États-Unis. En 2010, sa population est de 2 387 habitants.

## Géographie
La ville est située au sud des Montagnes Ossipee, un massif volcanique dominé par le mont Shaw, avec une altitude de 910 mètres. Elle est également située à l'ouest de la ville américaine d’Ossipee et à une dizaine de kilomètres au nord du Lac Winnipesaukee.